# OVNI : Sur la piste extraterrestre
Pour plus de détails, voir Fiche technique et Distribution.
OVNI : Sur la piste extraterrestre (UFO) est un film de science-fiction à énigme américain réalisé par Ryan Eslinger et sorti en 2018.

## Synopsis
Derek Echevaro (Alex Sharp) pense  avoir observé un OVNI lorsqu'il était un jeune enfant.
Quelques années plus tard, un incident d'OVNI à l'aéroport international de Cincinnati, en 2017, le motive à prouver l'existence de ces engins d'origine extraterrestre. En sa qualité d'étudiant inscrit dans l'université locale, il sollicite l'aide de sa petite amie, Natalie (Ella Purnell), et celle du professeur de mathématiques, le docteur Hendricks (Gillian Anderson), mais d'étranges personnages l'observent dans sa quête.

## Fiche technique
Sauf indication contraire, les informations mentionnées dans cette section peuvent être confirmées par la base de données cinématographiques IMDb,  présente dans la section « Liens externes ».
- Titre original : UFO
- Titre français :OVNI : sur la piste extraterreste
- Réalisation et scénario : Ryan Eslinger
- Musique : West Dylan Thordson
- Décors : Jennifer Klide
- Costumes : Aileen Abercrombie
- Photographie : Ryan Samul
- Montage : Brendan Walsh
- Production : Evan Hayes, Tom Rice et Jeffrey Sharp
  - Production déléguée : Siegfried Harris, Dan Kaplow et Jim Kohlberg
- Société de production : Story Mining & Supply Co.
- Société de distribution : Sony Pictures Worldwide Acquisitions (international)
- Pays de production :  États-Unis
- Langue originale : anglais
- Genre : science-fiction à énigme
- Durée : 88 minutes
- Dates de sortie :
  - États-Unis : 4 septembre 2018 (vidéo à la demande)
  - France : 7 octobre 2018 (vidéo à la demande)

## Distribution
- Alex Sharp : Derek Echevaro
  - A.J. Ransom : Derek, à huit ans
- Gillian Anderson : Dr Hendricks
- David Strathairn : Franklin Ahls
- Ella Purnell : Natalie
- Ken Early : Dave Ellison
- Brian Bowman : Roland Junger
- Benjamin Beatty : Lee
- Cece Abbey : une jeune fille
- Ken Early : Dave Ellison

## Production
Le tournage a lieu à Cincinnati en Ohio.

## Accueil
Le film est sorti directement le 4 septembre 2018 en vidéo à la demande.